# Poludnica
Le Poludnica, culminant à 1 549 mètres d'altitude, est un sommet des Basses Tatras dans les Carpates occidentales de Slovaquie .